# Вдохновенный (эсминец)
«Вдохновенный» — эскадренный миноносец проекта 56 (код НАТО — «Kotlin class destroyer»).
В 1976 году в конце декабря вышел в автономное плавание на боевую службу в Индийский океан. Во время плавания побывал в порту Камрань во Вьетнаме, в порту Аден в Йемене, в порту Бербера в Сомали, в ПМТО ВМФ СССР на острове Нокра в архипелаге Дахлак в Эфиопии. После этого остров Сокотра.
С октября 1978 года по сентябрь 1979 года находился в автономном плавании в Индийском океане, за это время побывал в порту Камрань во Вьетнаме, с дружественным визитом в Мозамбике в портах Бейра, Кизимайо, Мапуту, в Йемене в порту Аден и на острове Сокотра. И в течение трёх месяцев находился на Архипилаге Лагос и вернулся в порт приписки в сентябре 1979 года.

## История строительства
Зачислен в списки ВМФ СССР 3 сентября 1952 года. Заложен на заводе № 199 им. Ленинского комсомола в Комсомольске-на-Амуре 31 августа 1954 года (строительный № 83), спущен на воду 14 марта 1956 года. Принят флотом 31 октября 1956 года, 12 ноября эсминец вступил в состав Советского Военно-Морского Флота.

## Служба
Корабль после вступления в строй вошёл в состав 175-й бригады эсминцев Тихоокеанского флота ВМФ СССР. В период с 22 января 1960 по 27 марта 1961 года корабль был модернизирован на «Дальзаводе» по проекту 56-ПЛО; 30 сентября 1962 года отправлен на консервацию в бухту Новик, в 1965 году переведён в бухту Стрелок. 31 августа 1966 года «Вдохновенный» был включён в состав 201-й бригады 9-й дивизии противолодочных кораблей.
В 1967 году эсминец выполнял задачи боевой службы в Японском море и Корейском проливе. 22 октября 1968 вместе с отрядом кораблей (ракетный крейсер «Адмирал Фокин», большой ракетный корабль «Гневный», суда «Дунай» и «Ульма») вышел на боевую службу в Индийский океан: с 26 ноября по 2 декабря 1968 года посетил порт Момбаса (Кения), с 2 по 7 января 1969 наносил визит в Аден (Южный Йемен), а с 9 по 12 января — посетил Ходейду (Северный Йемен); заходил в Бомбей (Индия), 4 апреля 1969 года возвратился во Владивосток, пройдя за время службы 25 600 морских миль. 15-16 апреля 1969 года «Вдохновенный» участвовал в спасении экипажа американского самолёта «Авакс» в Японском море.
22 декабря 1970 года переведён из состава 201-й БПЛК в состав 175-й бригады ракетных кораблей. С 18 по 20 и с 22 по 26 октября 1971 года «Вдохновенный» следил за АУГ «Мидуэй» в Японском море. 15 марта 1972 года эсминец вошёл в состав 193-й БПЛК 10-й ОПЭСК.
С 4 января 1973 года по 1 марта 1975 года корабль находился на текущем ремонте на 178-м СРЗ. С 15 октября 1976 выполнял задачи боевой службы в Индийском океане; с 30 октября 1978 по 23 августа 1979 нёс службу в Индийском океане, заходил в порты Бейра, Аден, Массауа, Камрань. С 24 апреля 1979 года эсминец входил в состав 175-й БРК 10-й ОПЭСК.
В 1986 году отправлен на консервацию и 30 июля 1987 года приказом министра обороны СССР исключён из списков кораблей ВМФ СССР, 1 октября 1987 года корабль был расформирован, отстаивался в бухте Абрек. В 1988 году «Вдохновенный» отбуксировали в бухту Труда, где бросили полузатопленным.

## Особенности конструкции
Эсминец вступил в строй с обтекателями линий валов и одним балансирным рулём, а также с РЛС «Фут-Н» (вместо полагающейся по проекту РЛС «Риф»). В ходе модернизации по проекту 56ПЛО на «Вдохновенном» заменили фок-мачту новой, усиленной конструкции, усилили конструкции носовой надстройки, а РЛС «Якорь-М» модернизированной РЛС «Якорь-М2», убрали кормовой торпедный аппарат. В период с декабря 1965 года по 1967 на корабле испытывалась ШПС «Кола» (с антенной в носовом обтекателе). Во время среднего ремонта (1973—1975) на Вдохновенном заменили РЛС «Нептун» двумя РЛС «Дон» (с антенным постом на фок-мачте), а на средней надстройке в районе кормового котельного кожуха установили четыре спаренных 25-мм АУ 2М-ЗМ.

## Бортовые номера
В ходе службы эсминец сменил ряд следующих бортовых номеров:
- № 494 (1959);
- № 034 (1966);
- № 394 (1967);
- № 429 (1969);
- № 400 (1970);
- № 431 (1977);
- № 779 (1980);
- № 736 (1987).